# Tomás Caballero
Tomás Caballero Pastor (Alfaro, 25 de febrero de 1935 - Pamplona, 6 de mayo de 1998) fue un sindicalista y político español, topógrafo de profesión, que desarrolló su trayectoria sindical y política en Navarra. Murió asesinado por la organización terrorista Euskadi Ta Askatasuna (ETA).

## Biografía

### Infancia
Nacido accidentalmente en la localidad riojana de Alfaro el 25 de febrero de 1935, era hijo de Evaristo Caballero Fernández, natural de Ólvega (Soria) y vecino de Tudela, y de Marina Pastor Oyarzábal, natural de Alfaro y también vecina de Tudela. Su padre era peluquero y su abuelo paterno, jornalero, mientras que su madre era ama de casa. Tras ser bautizado el 4 de marzo en la parroquia de San Miguel Arcángel en Alfaro, madre e hijo regresaron a los veintiún días a Tudela donde residía la familia. La madre había preferido tener al hijo en su casa natal asistida por su propia madre Irene. En 1942 fallecerá su padre, con 35 años, y la madre asumió la gestión de la peluquería y procuró, mediante un puesto en el mercado, aportar dinero para el mantenimiento familiar.
Educado inicialmente en la escuela nacional "Elvira España" y, a los diez años, continuó sus estudios como alumno del Colegio de San Francisco Javier de la Compañía de Jesús en Tudela donde estudió el bachillerato.

### Juventud
A los dieciocho años, el 14 de abril de 1953, comenzó su vida profesional como administrativo en Fuerzas Eléctrica de Navarra (Fensa), después Iberduero y actualmente Iberdrola, «tras un examen para siete empleados nuevos» obteniendo la mejor calificación. Mientras, en sus horas libres, se preparó en topografía, especialidad que ejerció profesionalmente aunque no era titulado. Cuatro años después junto con su madre, se trasladó forzosamente a Pamplona.

### Trayectoria sindical
En 1963, presidió el Sindicato Sectorial de la Energía y en 1967 fue elegido presidente del Consejo de Trabajadores de Navarra, cargo que desempeñó hasta 1974, en una candidatura alternativa a la oficial y apoyada por su sindicato, Unión Sindical Obrera.

### Trayectoria política
Entró en la vida política en 1971 como concejal del ayuntamiento de Pamplona, en representación del tercio sindical, perteneciendo al bloque de los denominados concejales "sociales". Tras la destitución de Javier Erice por el gobernador civil en 1976 asumió la alcaldía accidental hasta mediados de 1977, fecha en la que dimitió para presentarse a las primeras elecciones generales por el Frente Navarro Independiente, partido que fracasó en sus aspiraciones. Durante su alcaldía se procedió a izar la ikurriña, recientemente legalizada, junto al resto de banderas oficiales.
Tras el fracaso del Frente Navarro Independiente, abandonó la política activa durante unos años y siguió ligado al sindicalismo independiente de inspiración cristiana (en la Unión Sindical Obrera) hasta 1987. En 1986 se presentó como candidato en las listas del Partido Reformista Democrático, no obteniendo resultados destacados. En 1984 fue elegido presidente de la sociedad deportiva-cultural Oberena, función que desempeñó durante diez años, hasta 1994.
En 1995 volvió al ayuntamiento de Pamplona como independiente en las filas de Unión del Pueblo Navarro, convirtiéndose en portavoz del grupo municipal, tras la marcha del entonces portavoz, Santiago Cervera, al Gobierno de Navarra.

### Asesinato
El 6 de mayo de 1998, fue asesinado por ETA cuando salía para ir a trabajar a su despacho municipal; los encapuchados de ETA le esperaban para dispararlo y horas después falleció. Su traslado y entierro supusieron, junto con los actos contra el asesinato de Miguel Ángel Blanco, una de las mayores manifestaciones de duelo de la historia de Pamplona, provocando entre muchos excompañeros veteranos de acción política de la Transición que estaban situados en la órbita y militancia de Herri Batasuna (como el exconcejal de HB José Antonio López Cristóbal, Patxi Zabaleta o Miguel Ángel Muez) una fuerte reacción de condena contra ETA y, en muchos casos, una ruptura total con HB y ETA.
Tomás Caballero estaba casado y tenía cinco hijos. Uno de sus hijos, Javier Caballero, fue decano del Colegio de Abogados de Pamplona y vicepresidente segundo y consejero de Justicia del Gobierno de Navarra de UPN. Otra de sus hijas, María Caballero, fue elegida senadora en las listas de Unión del Pueblo Navarro-Partido Popular en las elecciones generales de 2008 y desde hace años pertenece al UPN, siendo concejal del ayuntamiento de Pamplona.

## Homenajes
- Anualmente, en el aniversario de su asesinato, el Ayuntamiento de Pamplona le rinde un homenaje con un breve acto en el cementerio pamplonés.[13][14]

- También Pamplona dedicó un espacio público en su memoria con el Parque Tomás Caballero.[15]